# G-rekening
Een g-rekening is een geblokkeerde rekening die aannemers kunnen gebruiken om loonheffingen (al dan niet met btw) van door hen ingehuurd personeel aan de belastingdienst of aan onderaannemers te voldoen. Van een g-rekening kunnen geen andere betalingen gedaan worden. De rekening beschermt partijen tegen wanbetalingen van loonheffingen.
Voor het openen van een g-rekening is toestemming nodig van de bank en van de belastingdienst. Tot 1 januari 2006 was er ook toestemming van het UWV vereist.
Het nut van een g-rekening is dat deze bescherming biedt bij aansprakelijkheidskwesties rond loonheffingen. In principe is een persoon of bedrijf voor wie arbeid wordt verricht, verantwoordelijk voor het betalen van loonheffing. Hier zijn echter drie uitzonderingen op:
- Inleners van personeel (normaal zou de uitlener de loonheffing moeten betalen omdat het personeel officieel bij hem in dienst is)
- Aannemers in een keten (normaal zou de onderaannemer de loonheffing moeten betalen omdat het personeel officieel bij hem in dienst is)
- Bestuurders van vennootschappen

Deze drie partijen kunnen aansprakelijk gesteld worden voor het niet betalen van loonheffingen door anderen. Voor de inleners en aannemers is de g-rekening in het leven geroepen. Deze is in het bezit van de uitlener of de onderaannemer.
Wanneer de onderaannemer of uitlener geen loonheffing betaalt, is volgens de belastingdienst de aannemer cq. inlener (als zijnde opdrachtgever) verantwoordelijk. Om je als opdrachtgever hier tegen in te dekken betaal je niet het gehele bedrag van de gerekende kosten aan de andere partij, maar het deel van de loonsom dat overeenkomt met de loonbelasting of premies volksverzekeringen en premies werknemersverzekeringen op de g-rekening van de onderaannemer of uitlener. Deze g-rekening mag alleen gebruikt worden om de loonheffing en -premies aan de belasting te betalen (of om het loonbelastingdeel van een door hem ingehuurde partij op diens g-rekening of op de rekening van een bedrijfsvereniging te betalen), waardoor de betalende partij is ingedekt tegen loonbelastingfraude.